# Soltan Hosein
Soltan Hosein (hay Soltan Hosayn) (1668?-1726) là một vị vua nhà Safavid của Ba Tư (nay là Iran). Ông trị vì từ năm 1694 tới khi bị hạ bệ năm 1722 trong cuộc nổi dậy của người Afghanistan. Triều đại ông chứng kiến sự sụp đổ của nhà Safavid, một triều đại bắt đầu trị vì Ba Tư từ đầu thế kỷ 16. Hosein lên ngôi quốc vương sau khi phụ vương Suleyman I băng hà. Sau khi ông thoái vị thì Ba Tư bị người Afghanistan đô hộ, thủ lĩnh của họ là Mir Mahmud Hotaki lên ngôi vua Ba Tư.